# Slaget vid Ludford Bridge
Slaget vid Ludford Bridge var ett av de värsta bakslagen för yorkisterna under de första åren av Rosornas krig. 
Efter segern i Slaget vid Blore Heath, marscherade yorkisterna mot   Worcester. De fick dock dra sig tillbaka till en befästning vid Ludford Bridge i Shropshire, efter att ha mött en mycket större lancastrisk styrka. 
12 oktober 1459, avföll Andrew Trollope, som ledde Calaistrupperna till kungen, då han erbjöds pardon, och tog med sig sina män och mycket information om den yorkistiska armén och dess planer. York hade nu mindre än en tredjedel så stor armé som motståndaren och han och hans två söner samt Warwick och Salisbury flydde från en strid som inte kunde vinnas, till Calais och Irland. 
Följande morgon fann yorkisterna sig utan ledare och splittrades och lancastrarna plundrade yorkistiska Ludlow.